# Бельгийско-китайские отношения
Бельги́йско-кита́йские отноше́ния — двусторонние дипломатические отношения между Королевством Бельгия и Китайской Народной Республикой.
Бельгия имеет посольство в Пекине (посол — Ян Хугмартенс) и генеральные консульства в Гуанчжоу (консул — Люк Труенс), Гонконге (консул — Петер Робберехт) и Шанхае (консул — Бруно Янс). Китай имеет посольство в Брюсселе (посол — Цао Чжунмин).

## Общая характеристика стран
|                                                   | Бельгия                  | Китай                 |
| ------------------------------------------------- | ------------------------ | --------------------- |
| Площадь (км²)                                     | 30 528                   | 9 572 900             |
| Столица                                           | Брюссель                 | Пекин                 |
| Население (чел.)                                  | 11 521 238               | 1 411 778 724         |
| Государственное устройство                        | федеративное государство | унитарное государство |
| Объём ВВП по ППС (млрд долл.)                     | 589,718                  | 24191,301             |
| Количество ядерных боеголовок (развёрнутых/всего) | —                        | ?/350                 |
| Численность вооружённых сил (чел.)                | 25 000                   | 2 035 000             |
| Военный бюджет (млрд долл.)                       | 5,45                     | 193                   |
| Добыча нефти (млн т/год)                          | —                        | 194,8                 |
| Выплавка стали (млн т/год)                        | 7,687                    | 808,366               |
| Выплавка алюминия (тыс т/год)                     | —                        | 36 000                |
| Производство цемента (млн т/год)                  | —                        | 2200                  |
| Производство электроэнергии (тВт·ч/год)           | 90,4                     | 7779,1                |

## История
Дипломатические отношения между странами установлены в 1971 году.
В октябре 2009 года заместитель Председателя КНР Си Цзиньпин посетил Бельгию с целью развития сотрудничества между странами в области культурного обмена.
В июле 2019 года постоянные представители 22 стран при Организации Объединённых Наций написали совместное письмо на адрес Совета по правам человека ООН, в котором выразили осуждение жестокому обращению китайского правительства с уйгурами (см. Геноцид уйгуров) и другими национальными меньшинствами, призвав Китай закрыть лагеря перевоспитания в Синьцзяне.
В 2019 году президент Сената Бельгии Жак Бротчи посетил Китайскую Республику (Тайвань), за что получил пожизненный запрет на въезд в Китай.
В июне 2020 года Бельгия выступила против принятого в Китае Закона о создании правовой системы и правоприменительных механизмов в специальном административном районе Гонконг для защиты национальной безопасности.

## Торгово-экономические отношения
В 1971 году товарооборот между странами составлял около 20 миллионов долларов, в 2008 году этот показатель превысил уже 20 миллиардов долларов, в 2013-м составил 20,2 миллиарда, а в 2017 году — 23,3 миллиарда долларов.
С участием бельгийского капитала были открыты фармацевтическая компания «Xian Janssen» и компания по производству телекоммуникационного оборудования «Shanghai Bell», которые успешно продолжают работать в Китае. По словам посла Китая в Бельгии, Цао Чжунмина, инвестиции китайского бизнеса в Бельгию стали одним из основных направлений торгово-экономического сотрудничества двух стран в последние годы.

## Сотрудничество в области науки и техники
По словам Чжунмина, с 1979 года между странами было заключено более 70 соглашений о научно-техническом сотрудничестве и реализовано более 470 межправительственных проектов в этой сфере.

## Сотрудничество в области образования
В 2018 году более 400 бельгийских студентов подали заявки на получение визы с целью обучения в китайских вузах. По состоянию на этот же год, в бельгийских вузах обучается около четырёх тысяч китайских студентов.

## Туризм
По словам Цао, Бельгия стала одной из десяти стран, в которых наблюдается наибольший прирост количества туристов из Китая.

## Членство в международных организациях
Бельгия и Китай совместно состоят во многих международных организациях. Ниже представлена таблица с датами вступления государств в эти организации.
|      | Бельгия | Китай |
| ---- | ------- | ----- |
| ООН  | 1945    | 1945  |
| МВФ  | 1945    | 1945  |
| МБРР | 1945    | 1945  |
| ВТО  | 1995    | 2001  |